# Йосиф Обручник
Йосиф играе важна роля в Новия завет. По професия е дърводелец. Известен е под името Обручник, т.е благословен годеник.
След кончината на жена си Саломия, от която има 4 сина и 2 дъщери (Матей 13:54 – 58; Лука 8:20 – 21; Йоан 7:3 – 10), сред които и апостол Яков, брат Господен, първи епископ на Йерусалим, свети Иосиф живеел във вдовство достатъчно дълго време, прекарвайки дните си в чистота. В светото Евангелие неговият свят и непорочен живот е засвидетелстван от следните, макар и кратки, но твърде похвални думи: "А Иосиф, мъжът й, понеже беше праведен" (Мат. 1:19).  
Първото от четирите канонични евангелия – на Матей – започва с родословието на Исус Христос (такова съдържа и Евангелието от Лука) и преди Йосиф са изброени многобройни предци, свързани според Библията, с рода на Давид. Целта на тази генеалогия е да бъдат убедени тогавашните евреи, че Исус Христос е пряк потомък на цар Давид („На когото Бог обеща, че няма да липсва мъж от неговото потекло на трона на Израел“.) и така те да се уверят, че той е обещаният им от Бога, чрез пророците, Месия. Същевременно, според Светото писание, истински баща на Исус е Йехова, от когото тя зачева, чрез Светия Дух (това ѝ е съобщено от архангел Гавраил).
Според Библията (Матей 1:19), след като се сгодява за Дева Мария, те не са имали сексуална връзка и тя въобще е девствена, но известно време преди сватбата им, той научава, че е забременяла. Отначало в неведение за същината на случилото се с нея, той решава да я напусне, защото решава, че това ще бъде по-добре за репутацията ѝ. Обаче ангел, изпратен му от Бога го уверява, че грях не е имало и няма защо да постъпва така, а всъщност бъдещата му жена носи в утробата си Божия Син (според Мат. 1:18). Тъй че той се жени за нея и впоследствие известно време живеят в Назарет, Галилея, но във връзка с преброяване на населението, а и на самата бременност на Мария, заминават за Витлеем, Юдея, където именно е предречено, че ще се роди Спасителят. След раждането на Исус, посещават и Йерусалим, където детето им (първородно) е обрязано и ритуално представено пред Бога (според традицията, установена от Мойсей). Обаче, според Библията, става нужда да се укриват от юдейския цар, който планира да убие предполагаемия претендент за трона му, а след това – и от наследника му. Те се подслоняват в Египет, по-късно се връщат в Назарет, а впоследствие са често в Йерусалим. 
Изглежда, че Йосиф умира пред разпъването на кръст на Исус в Йерусалим, а вероятно и преди последното му посещение на този град, защото по време на екзекуцията си Христос поверява грижите за майка си на любимия си ученик (който най-вероятно е Йоан Богослов). Погребан е в гробницата на родителите на Дева Мария Йоаким и Ана, където има легенда, че е погребана и самата Богородица.

## Храмове в България, посветени на Свети Йосиф
В България има няколко храма, посветени на Свети Йосиф. Всички те принадлежат на Католическата църква:
- църква „Свети Йосиф“ в Казанлък - построена е през 1936 година. Богослужението се извършва от сряда до неделя[3]. Към храма се намират енорийски дом на монашеското братство на Салезианите на Дон Боско и младежки център. Черквата принадлежи на Софийската епархия от източен обред;
- църква „Свети Йосиф“ в Правдино - построена е през 1904 година. Черквата принадлежи на Софийската епахрия от източен обред;
- църква „Свети Йосиф“ в Бърдарски геран - построена е през 1934 година. Принадлежи на Никополската епархия от западен обред;
- Конкатедрален храм „Свети Йосиф“ в София - след разрушаването му по време на Втората световна война, храмът е построен отново през 1936 година. В него се отслужва ежедневно богослужение. Към храма се намира и манастирът на Ордена на малките братя капуцини[4] . Черквата е конкатедрален храм на Софийско-пловдивската епархия от латински обред;
- църква „Свети Йосиф“ в Пловдив - построена е през 1899 година, затворена е от комунистическите власти. Отваря врати отново през 2008 година. Принадлежи на Софийско-пловдивската епархия от западен обред;
- параклис „Свети Йосиф“ в село Калояново - част е от енория „Свети Андрей“[5]. Принадлежи на Софийско-пловдивската епархия от западен обред;
- параклис „Свети Йосиф“ в Раковски - част от енория „Свети Архангел Михаил“ в квартал Секирово. Параклисът е осветен на 17-ти март 2018 година[5]. Принадлежи на Софийско-пловдивската епархия от западен обред;
- параклис „Свети Йосиф“, също в Раковски - част от енория „Пресвето Сърце Иисусово“ в квартал Генерал Николаево. Принадлежи на Софийско-пловдивската епархия от западен обред.